# 294P/LINEAR
294P/LINEAR, komet Jupiterove obitelji, objekt blizu Zemlji